# Bild & Bubbla
Bild och Bubbla er det svenske tegneserieforbunds tidsskrift om tegneserier. Det blev etableret i 1968. Tidsskriftet er et af de mest anerkendte i Nordeuropa,[kilde mangler] og læses af folk i Skandinavien og Tyskland. Oplaget er på omkring 1.500 eksemplarer.